# داستین تامسن
داستین تامِــسِـن (انگلیسی: Dustin Thomason؛ زادهٔ ۱۹۷۶ میلادی) رمان‌نویس، نویسنده و تهیه‌کننده تلویزیونی اهل ایالات متحده آمریکا است.
وی دانش‌آموختهٔ رشتهٔ انسان‌شناسی در دانشگاه هاروارد و رشتهٔ پزشکی و ام‌بی‌ای در دانشگاه کلمبیاست.
از فیلم‌ها یا مجموعه‌های تلویزیونی که وی در آن‌ها نقش داشته‌است، می‌توان به مدرک و به من دروغ بگو اشاره نمود.